# Крістоф Бокарн
Крісто́ф Бока́рн (фр. Christophe Beaucarne; нар. 24 вересня 1965, Брюссель, Бельгія) — бельгійський кінооператор.

## Біографія
Крістоф Бокарн народився 24 вересня 1965 року в Брюсселі, Бельгія. Його батько — відомий бельгійський поет і музикант Жулос Бокарн. У 1990 році Крістоф Бокарн отримав диплом Вищого Національного інституту виконавських видів мистецтва і техніки мовлення (фр. Institut national supérieur des arts du spectacle et des techniques de diffusion, INSAS) у Брюсселі, після чого переїхав до Парижа, де мешкав на Монмартрі.
Операторську кар'єру Крістоф Бокарн почав, співпрацюючи з французькими режисерами як помічник оператора, перш ніж стати головним оператором фільму Жана-Марі Пуаре «Між ангелом і бісом» (1995). В подальшому співпрацював з такими режисерами, як Ксав'є Джаннолі, Ален Корно, Жако ван Дормель, Матьє Амальрік, Анн Фонтен та ін., та зняв понад 50-ти фільмів. Також Бокарн знався у кількох фільмах як актор.
У 2011 році за операторську майстерність у фільмі Жако ван Дормеля «Пан Ніхто» Крістоф Бокарн здобув бельгійську національну кінопремію «Магрітт». Також він був чотири рази, у 2010-11, 2015 та 2017 роках, номінований як найкращий оператор на здобуття французької кінопремії «Сезар».
Крістоф Бокарн є членом Бельгійської спілки кінооператорів (англ. The Belgian Society of Cinematographers, SBC) та Французької асоціації кінооператорів (фр. Association Française des directeurs de la photographie Cinématographique, AFC).

## Фільмографія (вибіркова)
| Рік  |     | Назва українською                      | Оригінальна назва                       | Режисер                        |
| ---- | --- | -------------------------------------- | --------------------------------------- | ------------------------------ |
| 1990 |     | Слава мого батька                      | La gloire de mon père                   | Ів Робер                       |
| 1994 | к/м | Бонжур                                 | Bonjour                                 | Гійом Маландрен                |
| 1995 |     | Між ангелом і бісом                    | Les anges gardiens                      | Жан-Марі Пуаре                 |
| 1995 | к/м | Артур                                  | Arthur                                  | Феліція Дютертрі, Франсуа Рабе |
| 1995 | к/м | Мені дуже подобається те, що ви робите | J'aime beaucoup ce que vous faites      | Ксав'є Джаннолі                |
| 1997 |     | Ми все ще тут                          | Nous sommes tous encore ici             | Анн-Марі М'євіль               |
| 1998 |     | Красиві, багаті і т. д.                | Riches, belles, etc.                    | Банна Ґодійо                   |
| 1998 |     | Прибульці 2: Коридори часу             | Les couloirs du temps: Les visiteurs II | Жан-Марі Пуаре                 |
| 1998 | к/м | Інтерв'ю                               | L'interview                             | Ксав'є Джаннолі                |
| 1999 |     | Війна в горах                          | La guerre dans le Haut Pays             | Франсіс Рессер                 |
| 1999 |     | Усі купатися                           | Tout baigne!                            | Ерік Ківанян                   |
| 1999 |     | Дилетантка                             | La dilettante                           | Паскаль Тома                   |
| 2000 |     | Сучасне життя                          | La vie moderne                          | Лоранс Ферейра Барбоза         |
| 2000 |     | Після примирення                       | Après la réconciliation                 | Анн-Марі М'євіль               |
| 2001 |     | Божевільний день середа                | Mercredi, folle journée!                | Паскаль Тома                   |
| 2001 |     | Кохання                                | De l'amour                              | Жан-Франсуа Ріше               |
| 2001 |     | Стадіон Вімблдон                       | Le stade de Wimbledon                   | Матьє Амальрік                 |
| 2002 |     | Жінки... чи діти спочатку              | Les femmes... ou les enfants d'abord... | Мануель Пурьє                  |
| 2002 |     | Новий Жан-Клод                         | Le nouveau Jean-Claude                  | Дідьє Тронше                   |
| 2003 |     | Справжній чоловік                      | Un homme, un vrai                       | Арно Ларьє, Жан-Марі Ларьє     |
| 2003 |     | Таємниця жовтої кімнати                | Le mystère de la chambre jaune          | Бруно Подалідес                |
| 2004 |     | Короткі шляхи                          | Chemins de traverse                     | Мануель Пурьє                  |
| 2005 |     | Малюй або займайся любов'ю             | Peindre ou faire l'amour                | Арно Ларьє, Жан-Марі Ларьє     |
| 2005 |     | Прощавай, чорний дрізд                 | Bye Bye Blackbird                       | Робінсон Саварі                |
| 2005 |     | Парфуми дами в чорному                 | Le parfum de la dame en noir            | Бруно Подалідес                |
| 2006 |     | Кілька днів у вересні                  | Quelques jours en septembre             | Сантьяго Аміґорена             |
| 2007 |     | Ірина Пальм                            | Irina Palm                              | Сем Гарбарський                |
| 2007 |     | Внутрішній світ Мартіна Фроста         | The Inner Life of Martin Frost          | Пол Остер                      |
| 2008 |     | Париж                                  | Paris                                   | Седрік Клапіш                  |
| 2009 |     | Коко до Шанель                         | Coco avant Chanel                       | Анн Фонтен                     |
| 2009 |     | Пан Ніхто                              | Mr. Nobody                              | Жако ван Дормель               |
| 2010 |     | Турне                                  | Tournée                                 | Матьє Амальрік                 |
| 2010 |     | Поза законом                           | Hors la loi                             | Рашид Бушареб                  |
| 2011 |     | Моя частина пирога                     | Ma part du gâteau                       | Седрік Клапіш                  |
| 2011 |     | Курча з чорносливом                    | Poulet aux prunes                       | Венсан Паронно, Маржан Сатрапі |
| 2012 |     | Суперстар                              | Superstar                               | Ксав'є Джаннолі                |
| 2012 |     | Зовсім як жінка                        | Just Like a Woman                       | Рашид Бушареб                  |
| 2012 |     | Таємний потяг                          | Perfect Mothers                         | Анн Фонтен                     |
| 2013 |     | Історія кохання                        | Une histoire d'amour                    | Елен Фієр                      |
| 2013 |     | Піна днів                              | L'écume des jours                       | Мішель Гондрі                  |
| 2014 |     | Красуня і чудовисько                   | La belle et la bête                     | Крістоф Ганс                   |
| 2014 |     | Синя кімната                           | La chambre bleue                        | Матьє Амальрік                 |
| 2014 |     | Джемма Боварі                          | Gemma Bovery                            | Анн Фонтен                     |
| 2014 |     | Лондонські канікули                    | A Royal Night Out                       | Джуліан Джаррольд              |
| 2015 |     | Надновий заповіт                       | Le tout nouveau testament               | Жако ван Дормель               |
| 2016 |     | Самі в Берліні                         | Alone in Berlin                         | Венсан Перес                   |
| 2016 |     | Ілюзія кохання                         | Mal de pierres                          | Анн Фонтен                     |
| 2017 |     | Джанго                                 | Django                                  | Етьєн Комар                    |
| 2017 |     | Роден                                  | Rodin                                   | Жак Дуайон                     |
| 2017 |     | Барбара                                | Barbara                                 | Матьє Амальрік                 |
| 2019 |     | Крізь обрій                            | Le Milieu de l'horizon                  | Дельфін Леєрісей               |

## Визнання та нагороди
| Рік                                      | Категорія                    | Номінант             | Результат |
| ---------------------------------------- | ---------------------------- | -------------------- | --------- |
| Стокгольмський міжнародний кінофестиваль |                              |                      |           |
| 2010                                     | Найкращий оператор           | Пан Ніхто            | Перемога  |
| Премія «Сезар»                           |                              |                      |           |
| 2010                                     | Найкраща операторська робота | Коко до Шанель       | Номінація |
| 2011                                     | Найкраща операторська робота | Турне                | Перемога  |
| 2015                                     | Найкраща операторська робота | Красуня і чудовисько | Перемога  |
| 2017                                     | Найкраща операторська робота | Ілюзія кохання       | Номінація |
| 2018                                     | Найкраща операторська робота | Барбара              | Номінація |
| Премія «Магрітт»                         |                              |                      |           |
| 2011                                     | Найкращий оператор           | Пан Ніхто            | Перемога  |
| 2014                                     | Найкращий оператор           | Піна днів            | Номінація |
| 2016                                     | Найкращий оператор           | Надновий заповіт     | Номінація |
| Премія «Люм'єр»                          |                              |                      |           |
| 2014                                     | Найкращий кінооператор       | Піна днів            | Номінація |
| 2017                                     | Найкращий кінооператор       | Ілюзія кохання       | Номінація |
| 2018                                     | Найкращий кінооператор       | Барбара              | Перемога  |